# Ян ван Ейк
Ян ван Ейк (нід. Jan van Eyck, бл. 1385 або 1390 — 9 липня 1441, Брюгге) — фламандський художник раннього Відродження, майстер портрету, автор понад 100 композицій на релігійні сюжети, один з перших художників, що освоїли техніку живопису олійними фарбами.

## Біографія
Точна дата народження Яна ван Ейка невідома. Народився в Північних Нідерландах в місті Маасейк поблизу Маастрихту в герцогстві Лімбург. Навчався у старшого брата Губерта, з яким працював до 1426 року. Почав свою діяльність в Гаазі при дворі нідерландських графів. У 1422-1425 роках був живописцем графа Яна Баварського, графа Голландії, Зеландії та Генегау (Ено). З 1425 року жив у місті Лілль та був надвірним художником герцога Бургундського Філіпа III Доброго, який цінував його як митця і щедро оплачував його роботи. У 1427—1428 роках у складі герцогського посольства Ян ван Ейк відвідав Іспанію, а потім і Португалію. У 1427 році побував у Турне, де був з пошаною прийнятий місцевої гільдією художників. Ймовірно, зустрічався з Робером Кампені, коли бачив його роботи. Працював в Ліллі та Генті, в 1431 році придбав будинок у Брюгге й прожив там до самої смерті.
Ян ван Ейк помер у місті Брюгге в липні 1441 р. (Дата похорону — 9 липня 1441 року).
На честь Ван Ейка названо кратер на Меркурії.

## Творчість
Ван Ейка вважають винахідником олійних фарб, хоча насправді він лише їх удосконалив. Але саме після нього оліяна фарба здобула загальне визнання, а олійна техніка стала традиційною для Нідерландів; в XV столітті ця техніка прийшла до Німеччини і до Франції, а звідти — до Італії.
Найвідоміший твір ван Ейка — Гентський вівтар, створений, можливо, спільно з братом Губертом. Ян ван Ейк виконав його на замовлення багатого Гентського бюргера Йодока Вейдта для його родинної капели в 1422—1432 роках. Це грандіозний багатоярусний полиптих з 26 картин, на яких зображено 258 людських фігур.
Серед шедеврів Яна ван Ейка «Мадонна канцлера Ролена», а також портрет купця, представника банкірського дому Медічі, Джованні Арнольфіні з дружиною — так званий «Портрет подружжя Арнольфіні», що зберігається в Національній галереї в Лондоні.
Мав декілька учнів, серед них — Петрус Крістус.

## Основні роботи
- Гентський вівтар (спільно з Губертом ван Ейком; 1432, собор св. Бавона, Гент).
- Богородиця канцлера Ролена (близько 1436, Лувр, Париж),
- Богородиця каноніка ван дер Пале (1436, Міська художня галерея, Брюгге),
- триптих «Богородиця в церкві» (1437, Дрезденська картинна галерея, Дрезден).
- Портрет Молодого чоловіка (Тимофій; 1432) — олія на дереві, 34.5 x 19 см, Національна галерея, Лондон
- Портрет людини в червоному тюрбані (1433, Національна галерея, Лондон)
- Портрет Маргарети ван Ейк, дружини художника (1439, олія на дереві, 32.6 x 25.8 см, Міська художня галерея, Брюгге).
- Розп'яття і Останній Суд, диптих (1420—1425) — олія на дереві перекладена на полотно, 56.5 x 19.5 см (кожна картина), Міський музей мистецтв, Нью-Йорк
- Мадонна в церкві (бл. 1425) — олія на дереві, 32 x 14 см, Державні музеї Берліна, Берлін
- Стигмата Святого Франциска (близько 1428—1430) — дерево, олія 28 х 33 см, Галерея Сабауда, Турин
- Портрет ювеліра (Людина з обручкою; бл. 1430) — дерево, 16.6 x 13.2 см, Румунський Національний музей, Бухарест
- Святощі Івана Євангеліста (1432) — дерево, олія 149,1 х 55,1 см Собор Святого Бавона, Гент
- Мадонна з дитиною, що читає (1433) — олія на дереві, 26.5 x 19.5 см, Вікторіанська Національна галерея, Мельбурн
- Портрет подружжя Арнольфіні (1434) — олія на панелі, 82 × 59.5 см, Національна галерея, Лондон
- «Портрет кардинала Нікколо Альбергаті» (бл. 1435) — олія на дубовій панелі, 34 x 27.5 см, Музей історії мистецтв, Відень
- Портрет Чоловіка з гвоздикою (бл. 1435) — олія на дереві, 40 x 31 см, Державні музеї Берліна, Берлін
- Портрет Баудейн де Ланой (бл. 1435) — олія на дереві, 26 x 20 см, Державні музеї Берліна, Берлін
- Портрет Джованні Арнольфіні (бл. 1435) — олія на дереві, 29 x 20 см, Державні музеї Берліна, Берлін
- Мадонна з дитиною (Lucca Madonna, Мадонна, що годує, 1436) — олія на панелі, 65.5 x 49.5 см, Штедель, Франкфурт
- «Портрет Яна де Лейва» (1436) — олія на дереві, 24.5 x 19 см, Музей історії мистецтв, Відень
- Свята Варвара (1437) — Grisaille на дереві, 31 x 18.5 см, Королівський музей витончених мистецтв, Антверпен
- Голова Христова (1438), копія — Державні музеї Берліна, Берлін, Стара Пінакотека, Мюнхен
- Мадонна з дитиною біля фонтану (1439) — олія на дереві, 19 x 12 см, Королівський музей витончених мистецтв, Антверпен
- Портрет Христа (1440) — дубова панель, 33.4 x 26.8 см, Міська художня галерея, Брюгге
- Святий Єронім (1440) — олія на пергаменті та на дубовій панелі, 20 x 12.5 см, Інститут мистецтв Детройта, Детройт

## Галерея

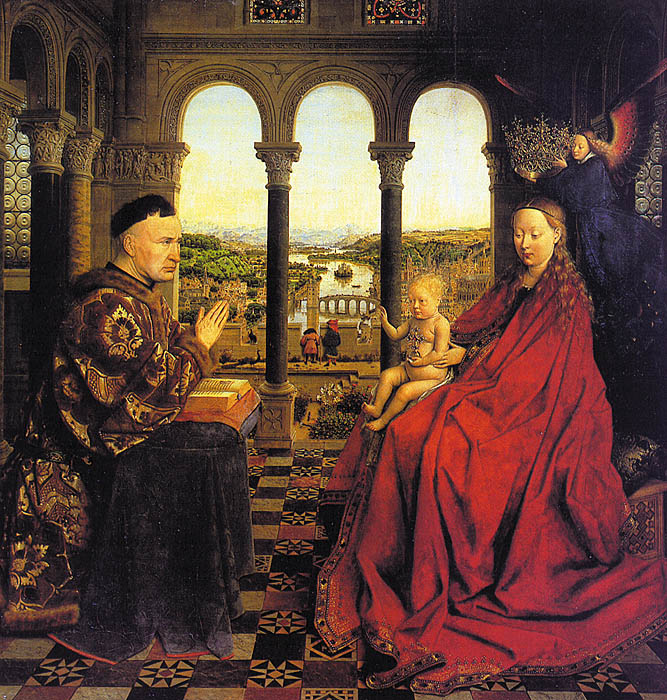
«Богородиця канцлера Ролена», близько 1436, Лувр, Париж
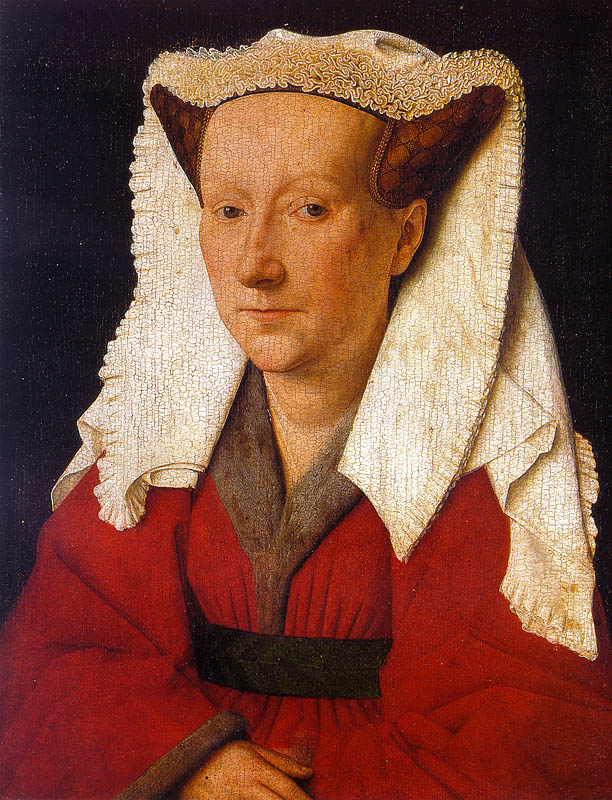
«Портрет Маргарети ван Ейк», дружини художника, 1439, Міська художня галерея, Брюгге
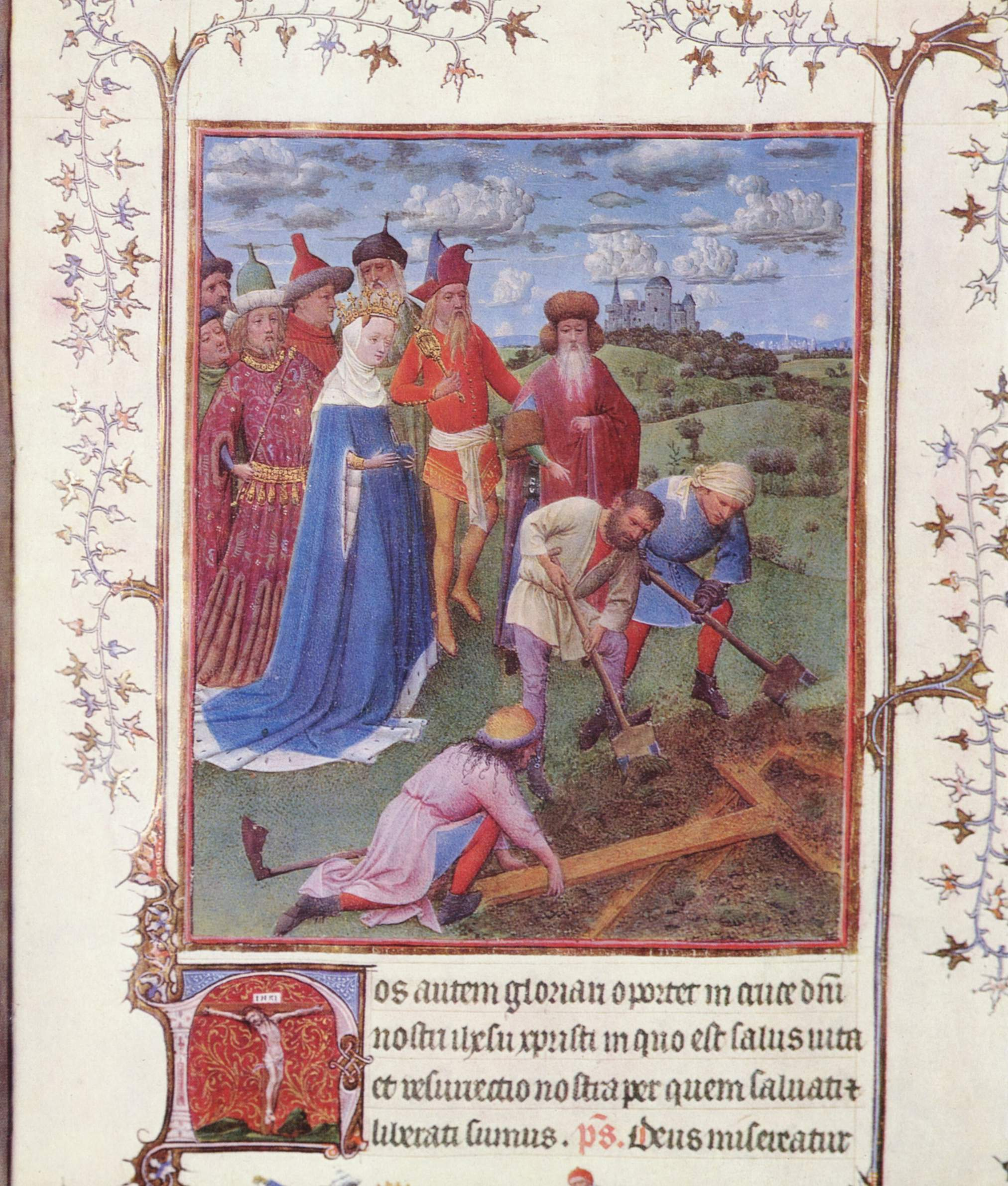
Туринський часослов, Музео Чівіко, Турин
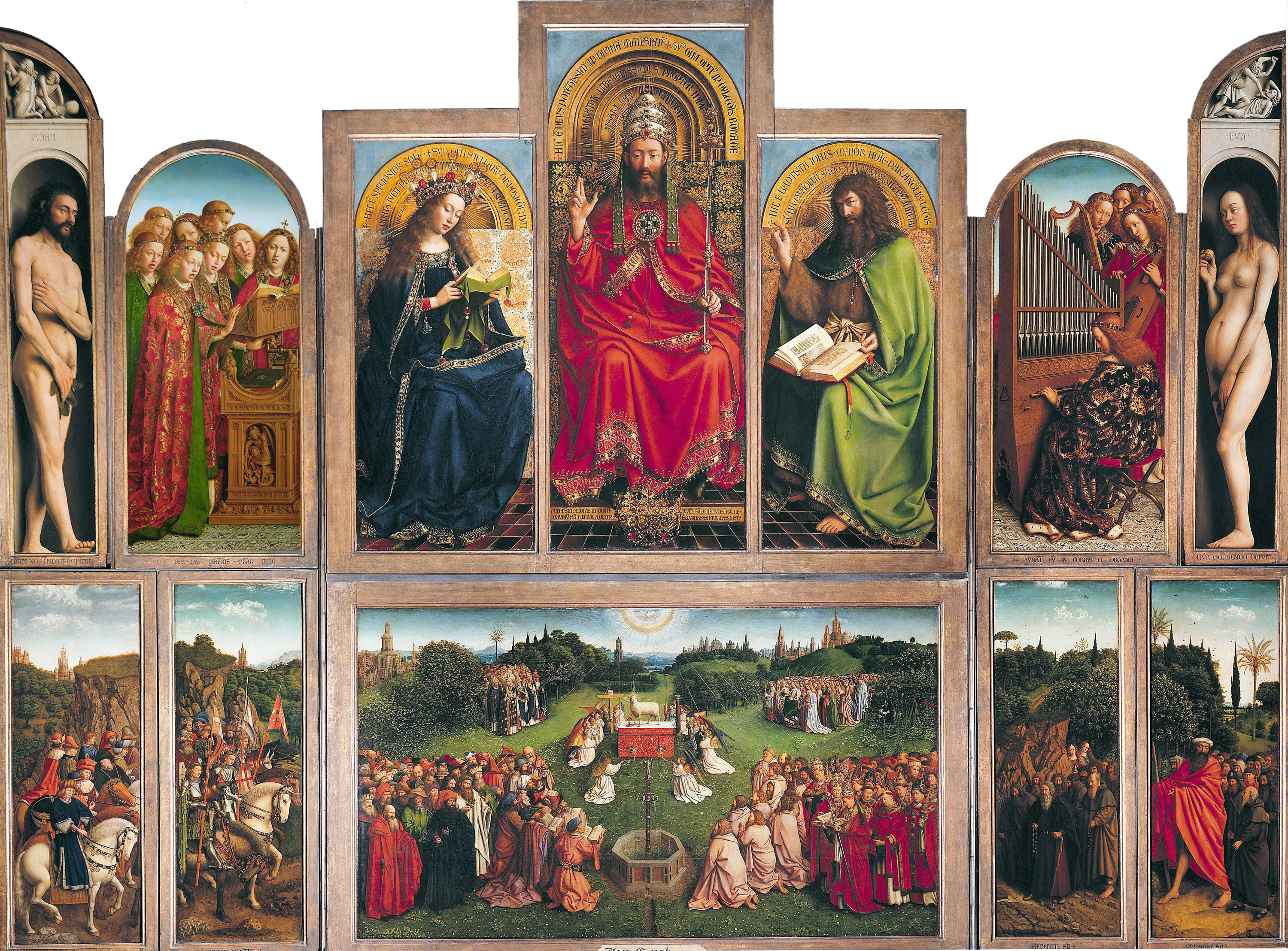
Гентський вівтар, 1432, собор св. Бавона, Гент
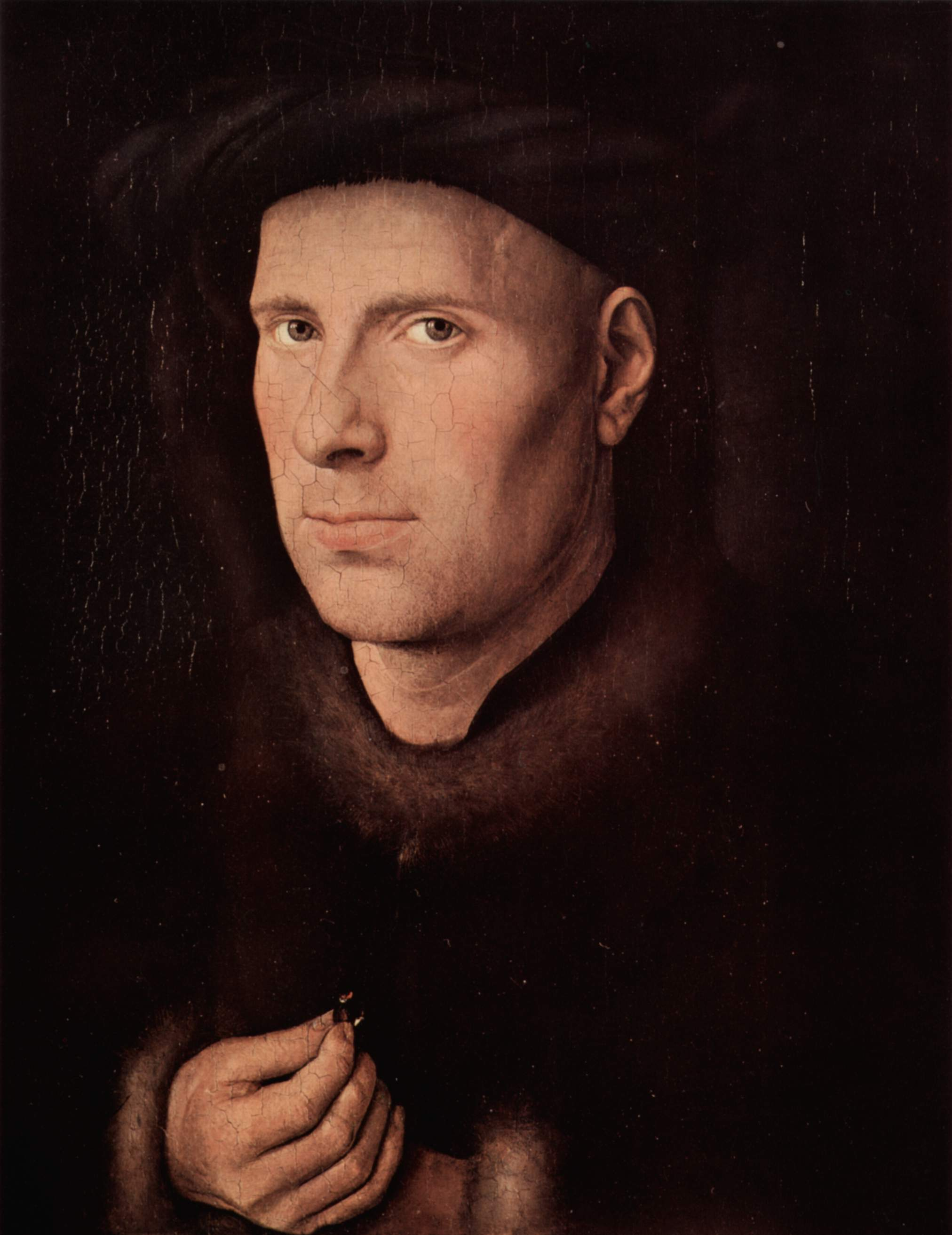
«Портрет Яна де Лейва», 1436, Музей історії мистецтв, Відень
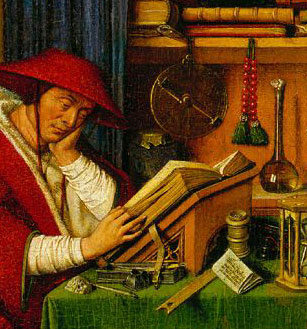
«Святий Ієронім», 1440, Інститут мистецтв Детройта, Детройт
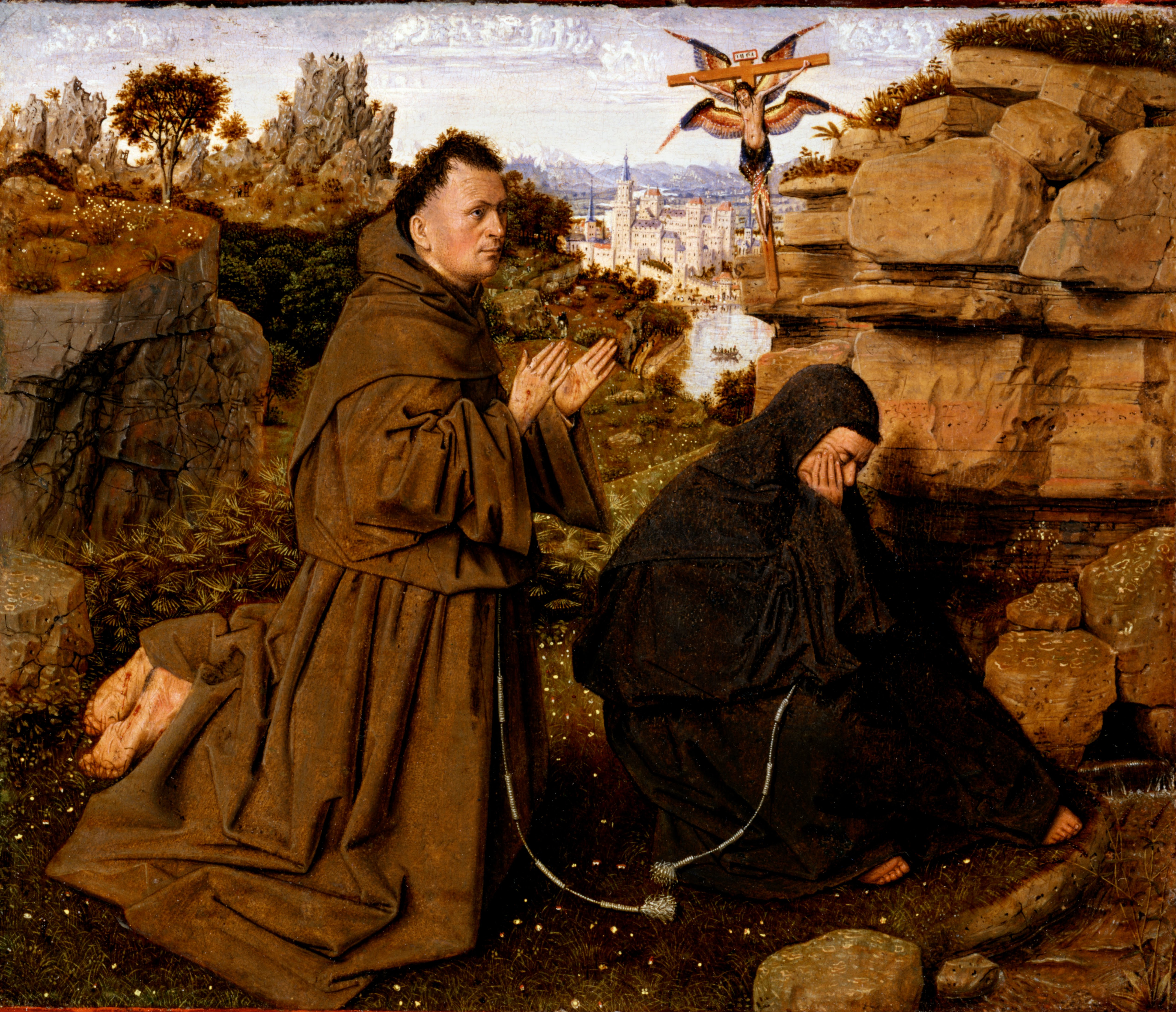
«Стигмата Святого Франциска», близько 1428-1430, Галерея Сабауда, Турин
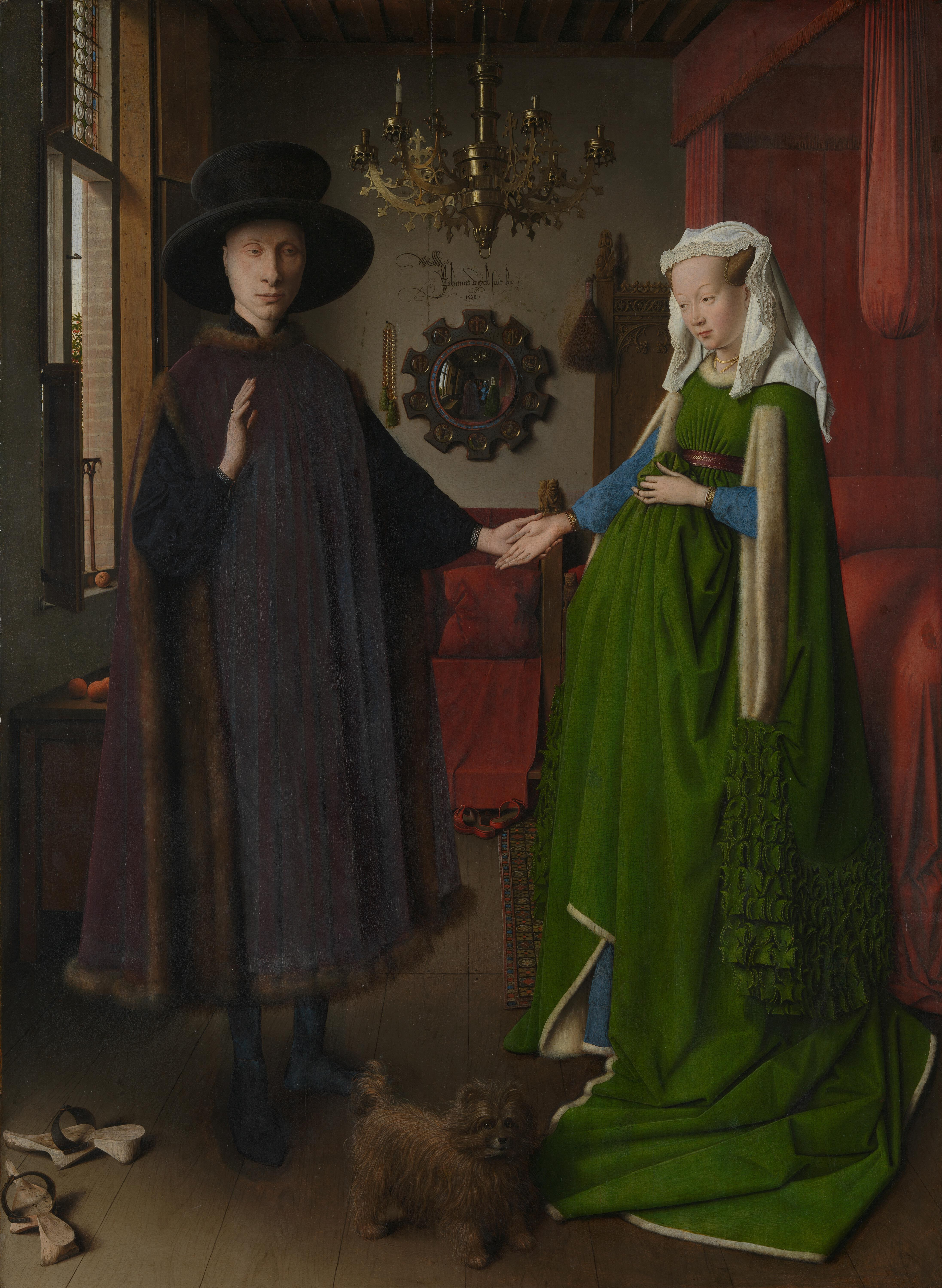
«Портрет подружжя Арнольфіні», 1434, Національна галерея (Лондон)